# Coelostathma continua
Espèce
Coelostathma continua est une espèce de papillons de nuit de la famille des Tortricidae.

## Répartition et habitat
Coelostathma continua est décrite du Costa Rica.

## Taxinomie
L'espèce Coelostathma continua est décrite par Bernard Landry en 2001.